# Louis Désiré Besozzi
Pour les articles homonymes, voir Besozzi.
Louis Désiré Besozzi est un compositeur français né à Versailles le 3 avril 1814 et mort à Paris le 11 novembre 1879. Il est le fils de Louis Antoine Pascal Besozzi, ordinaire de la musique du roi avant la Révolution, et d'Anne Guyot. Il s'est marié avec Jeanne Marie Monnot en 1847, avec qui il a élevé les enfants de son épouse nés d'un précédent mariage, dont Antoine Hector Degeorge.
Il appartenait à famille d'artistes Besozzi, originaires d'Italie. Au cours du XVIIIe siècle, plusieurs d'entre eux s'étaient acquis un renom comme instrumentistes aux cours de Turin, Dresde et Naples. Son grand-père Gaëtano était arrivé à la cour de France, avec sa femme Marie Ange Constanza et ses enfants, en 1765.
Louis Désiré Besozzi entra au Conservatoire de Paris le 18 juillet 1825. Il eut comme professeurs Zimmerman pour le piano et Jean-François Lesueur pour la composition. Grand Prix de Rome en 1837, il alla séjourner à l'Académie de France à Rome où il rencontre Ingres, Gounod, Papety, etc.
Plus tard, il consacra sa vie à l'enseignement musical populaire et s'adonna au développement des sociétés orphéoniques pour lesquelles il écrivit des solfèges, des exercices et des méthodes d'apprentissage.